# Regionalna Izba Historyczna w Rymanowie
Regionalna Izba Historyczna w Rymanowie – powstała 21 listopada 2003 roku w Rymanowie.

## Historia

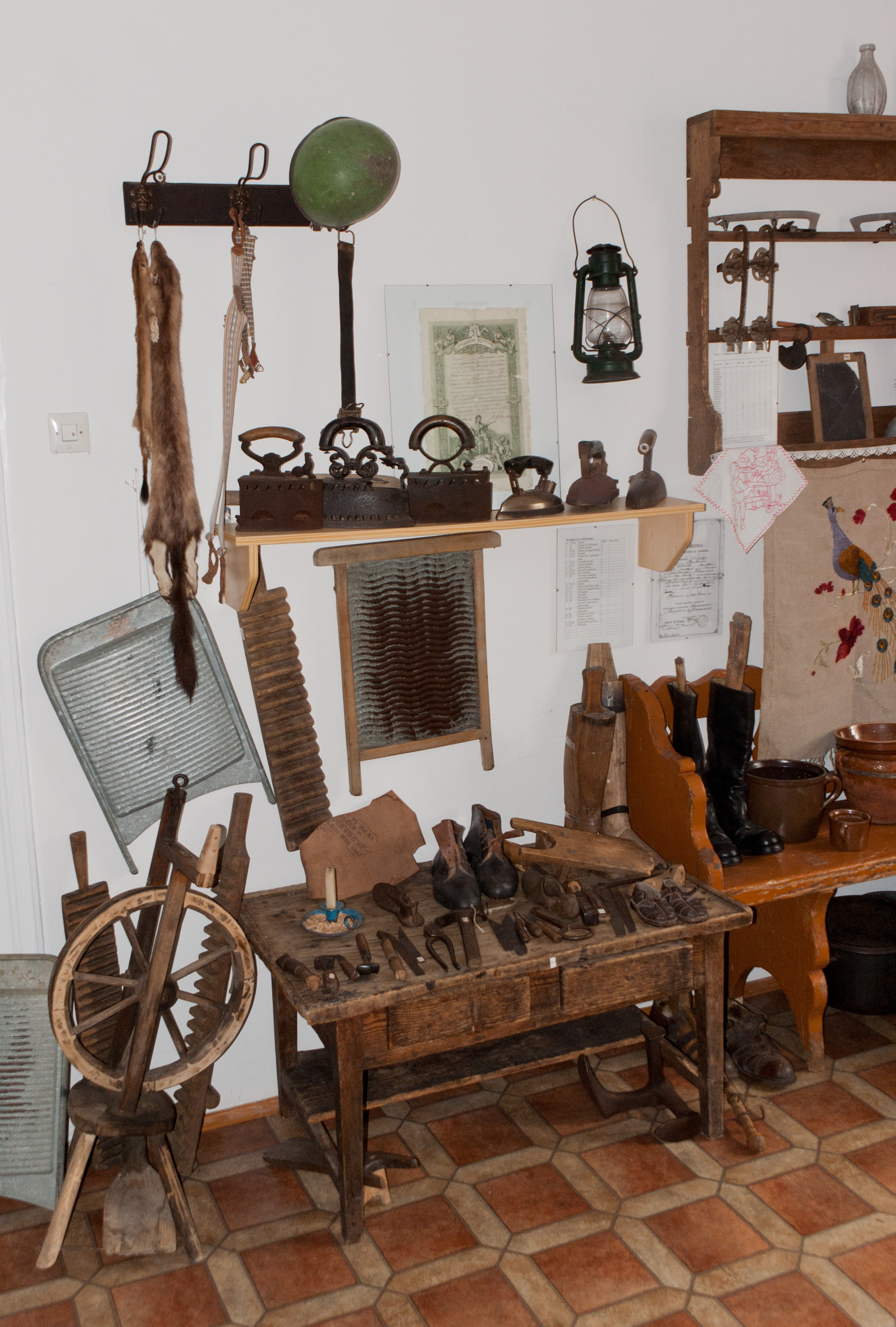
Zbiór narzędzi rzemieślniczych

Po raz pierwszy, poważna propozycja utworzenia izby historycznej, padła 21. listopada 2001 roku na walnym zebraniu stowarzyszenia "Nasz Rymanów". Burmistrz Gminy potrzeby przyszłej izby przekazał lokal pełniący dotychczas rolę magazynu w aptece. Pomieszczenie o powierzchni ok. 40 m² wymagało remontu instalacji elektrycznej, ścian i podłogi, aby dostosować go do nowej roli. Wiele wstępnych prac budowlanych  wykonano w czynie społecznym.
Zbiory zwiększały się, izba funkcjonowała w tym lokalu do 2007 roku, ale dotychczasowe pomieszczenie było już za ciasne. Zaistniała szansa na przejęcie lokalu po przenoszonej do dawnego budynku ASKO, Miejskiej Radzie. Do prośby pozytywnie ustosunkował się burmistrz gminy. Izba uzyskała nową lokalizację w budynku Sokoła.
Nowy lokal umożliwił organizatorom poszerzenie ekspozycji.
W nowym pomieszczeniu zbiory zgrupowano w trzy główne ekspozycje:
- zbiór narzędzi rzemieślniczych i  rolniczych
- sala etnograficzna z wystrojem dawnej izby mieszkalnej
- sala historyczna z eksponatami i dokumentami z historii miasta i zdroju.

Obszerny korytarz i klatkę schodową wykorzystano do wystawienia starych narzędzi rolniczych oraz rzemieślniczych (głównie garbarskich, szewskich i stolarsko-bednarskich). W sali etnograficznej zgromadzono meble oraz sprzęty i narzędzia, które znajdowały się w dawnym mieszkaniu. W zbiorach historycznych zgromadzono bogatą kolekcję sztandarów, z unikatowym stuletnim sztandarem rymanowskiego „Sokoła”. Sztandar ten i inne dokumenty dotyczące Towarzystwa Gimnastycznego „Sokół” przekazał Ignacy Bielecki. Bogaty jest również zbiór dokumentów i zdjęć o najważniejszych w historii Rymanowa i Rymanowa Zdroju, osobach i instytucjach. Znajduje się tu stała ekspozycja banknotów używanych na ziemiach polskich od czasów zaborów po współczesność. W sali tej wygospodarowano również miejsce dla redakcji miesięcznika "Nasz Rymanów" – znajduje się tu sprzęt elektroniczny zakupiony przez stowarzyszenie oraz archiwum redakcyjne.